# Minsen
Minsen is een circa 300 inwoners tellend dorpje in de gemeente Wangerland in de Duitse deelstaat Nedersaksen. Het maakt deel uit van Landkreis Friesland. Het dorp ligt minder dan één kilometer van de Noordzeekust, en 3½ km ten westen van Horumersiel.
Aan de oostkant, tegen Minsen aan, ligt het terpdorpje Förrien. Tot Minsen worden verder enkele gehuchten gerekend: Norderaltendeich (zeer dicht bij de badplaats Schillig), Diekhausen en Küstersmatt.
Het dorp is waarschijnlijk reeds in de late 5e of vroege 6e eeuw als terpdorp ontstaan.
Minsen leeft van het toerisme in de nabijgelegen badplaatsen. Veel huizen in het dorp zijn geheel of gedeeltelijk als pension in gebruik.
Het dorp heeft een eigen sage, over het Minsener Seewief, een zeemeermin die ook in het wapen van de gemeente Wangerland is opgenomen. De meermin was gevangen door vissers uit het dorp en wist te ontvluchten. Als wraak zou zij meerdere stormvloeden naar het dorp hebben gezonden. Volgens deze 16e-eeuwse sage lag het dorp toen nog op het eiland Minsener Oog.
Van 1855 tot 1885 was Wangerooge een deel van de gemeente Minsen, die in 1971 in het kader van gemeentelijke herindelingen in de gemeente Wangerland opging.
Minsen had vanaf de Eerste Wereldoorlog twee, ter bescherming van Wilhelmshaven gebouwde, 50 x 100 meter grote forten met tegen eventuele vijandelijke oorlogsschepen gerichte kustartillerie. In de Tweede Wereldoorlog werden krijgsgevangenen uit België gedwongen, er een bunker bij te bouwen, die als lazaret diende. Na de oorlog zijn deze fortificaties vernietigd. Het opblazen van de lazaretbunker in 1949 mislukte gedeeltelijk: men kon slechts een kleine springlading gebruiken, omdat anders de dorpskerk van Minsen door de explosie zou zijn beschadigd. Rondom de ruïne, die met ecologisch waardevol bos overwoekerd is geraakt, ligt een 6 ha groot natuurreservaat Wiesenbatterie Schillig.

## Bezienswaardigheden
- Dicht bij het dorp ligt een natuurreservaat met de naam Wiesenbatterie Schillig. Hierin bevinden zich, deels door bos overwoekerde, ruïnes van bunkers uit de tijd van Adolf Hitlers Derde Rijk.
- De dorpskerk, op een tot 8 meter hoge warft is gebouwd in het begin van de twaalfde eeuw. Het gebouw, gewijd aan Severinus en Jakobus de Meerdere, heeft een voorganger gehad uit de tiende eeuw. De kerk heeft een losstaande klokkentoren.
- Bezienswaardig is het veelzijdige bezoekerscentrum voor het Nationaal Park Nedersaksische Waddenzee in het dorp, met ook een klein museum en aquarium. Ook wordt er voorlichting gegeven over de hier opgewekte windenergie.
- Buitendijks bevindt zich een zoutmoerasreservaat met de naam Elisabeth-Außengroden. Het behoort tot het Nationaal Park Nedersaksische Waddenzee.

## Afbeeldingen

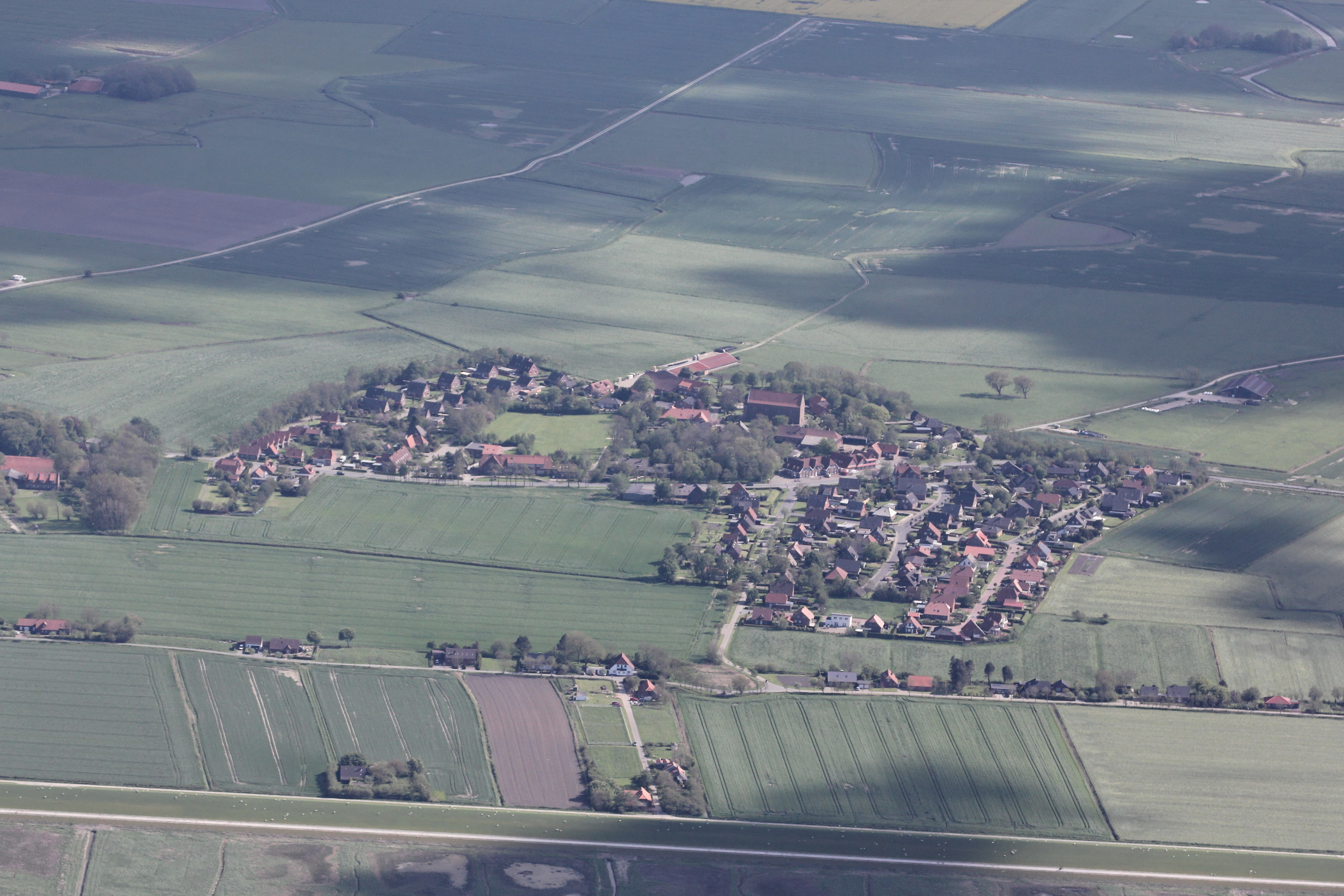
Luchtfoto van Minsen vanuit het noorden; op de voorgrond de Waddenzeedijk
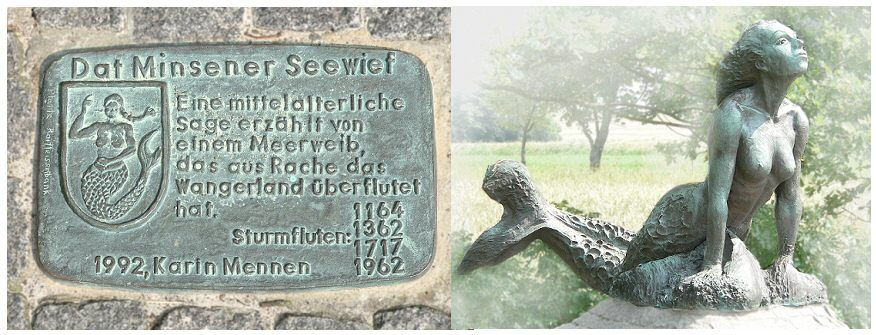
Zeemeermin (sculptuur uit 1992) te Norderaltendeich
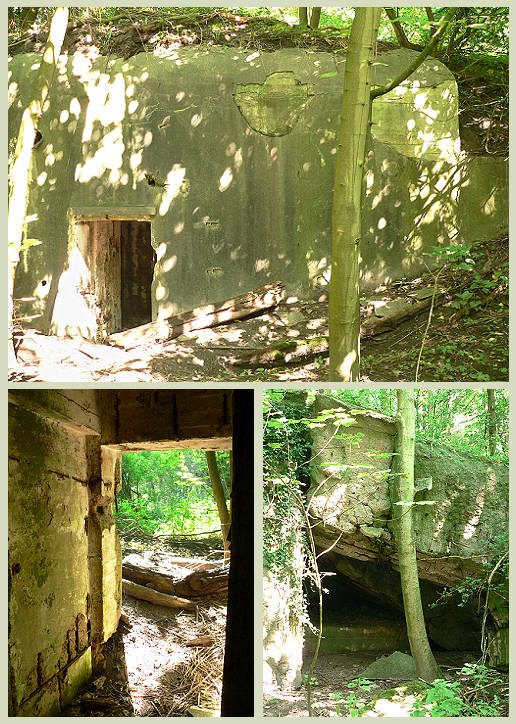
Overwoekerde bunker uit WO II
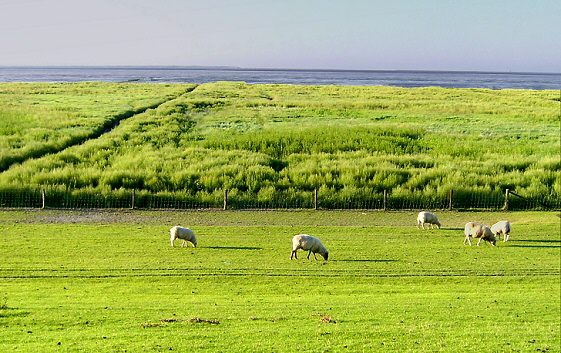
Zoutmoeras (kwelder) Elisabeth-Außengroden
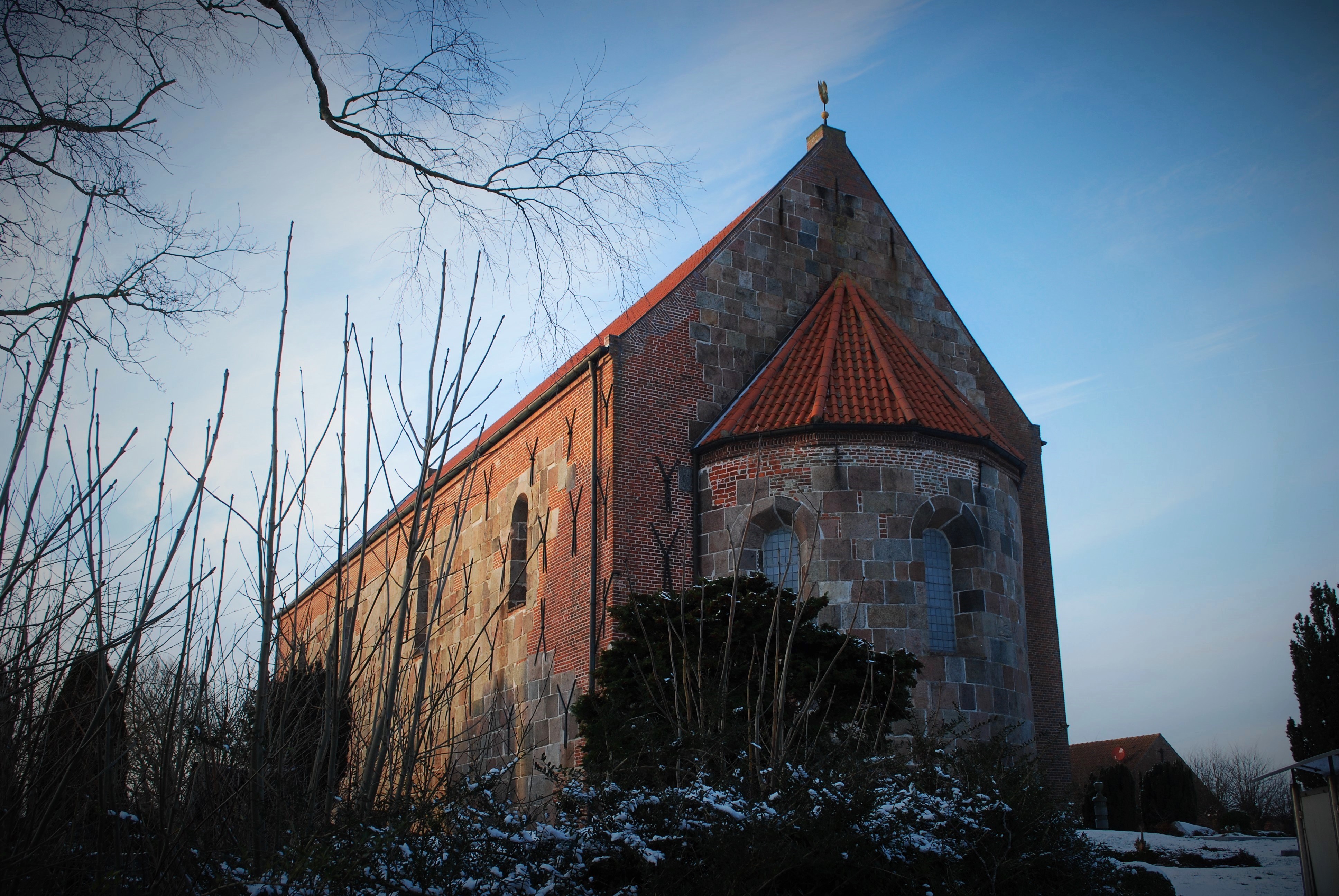
Achterkant van de dorpskerk met apsis
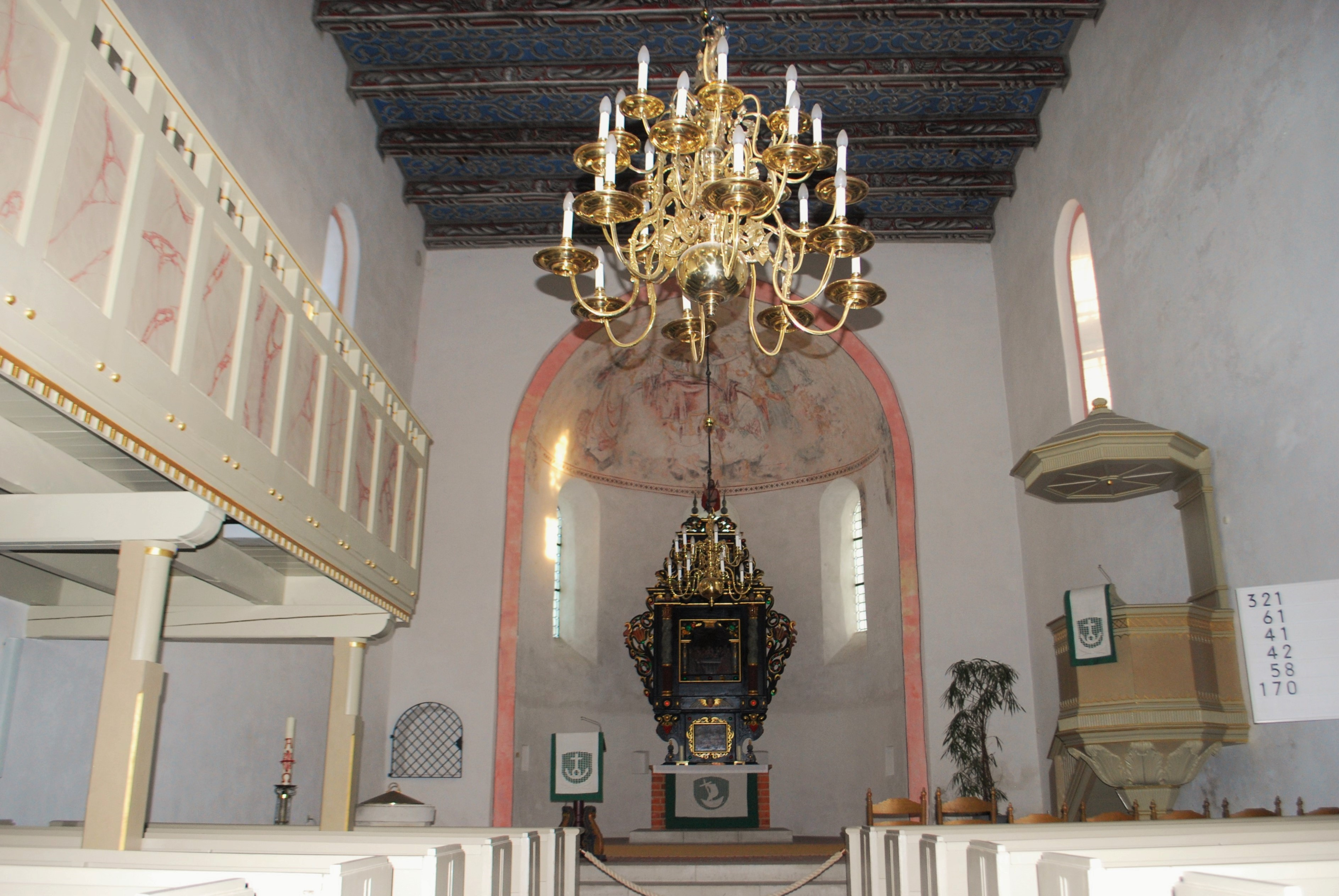
Interieur (altaar) van de dorpskerk
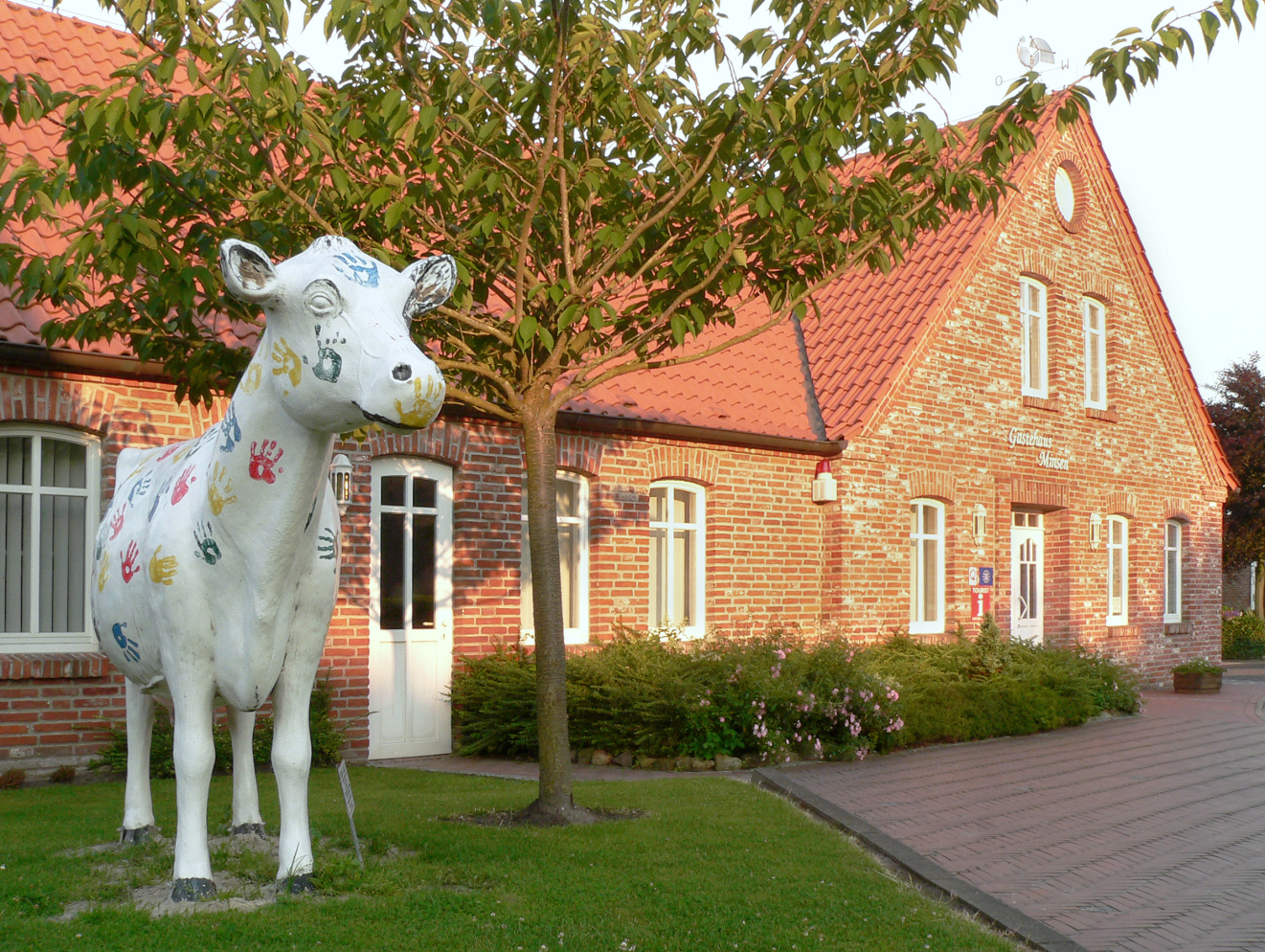
Bezoekerscentrum Nationalpark-Haus Wangerland